# Robert Meeuwsen
Robert Meeuwsen, né le 21 mars 1988 à Nieuwegein, est un joueur de beach-volley néerlandais. 
Il est le premier Néerlandais sacré champion du monde, en 2013 à Stare Jabłonki avec Alexander Brouwer. Il a été médaillé de bronze avec Alexander Brouwer aux Championnats d'Europe de beach-volley en 2017.